# District de Bratislava I
Le district de Bratislava I est l'un des cinq districts de Bratislava. Il est situé en Slovaquie. C'est le district le plus central de la ville. Il est constitué essentiellement de Staré Mesto (la vieille ville). Avec une superficie d'envrion 10 kilomètres carrés, c'est le plus petit district de Slovaquie. Il est complètement entouré par les autres districts de Bratislava : Bratislava II, Bratislava III, Bratislava IV, et Bratislava V.

## Démographie

### Évolution de la population
| Année:               | 1994.  | 2004.    | 2014.   | 2024.    |
| -------------------- | ------ | -------- | ------- | -------- |
| Nombre de personnes: | 48 036 | 42 858   | 38 988  | 47 635   |
| Différence:          |        | -10,77 % | -9,02 % | +22,17 % |

| Année:               | 2023.  | 2024.   |
| -------------------- | ------ | ------- |
| Nombre de personnes: | 47 375 | 47 635  |
| Différence:          |        | +0,54 % |

## Emplacement

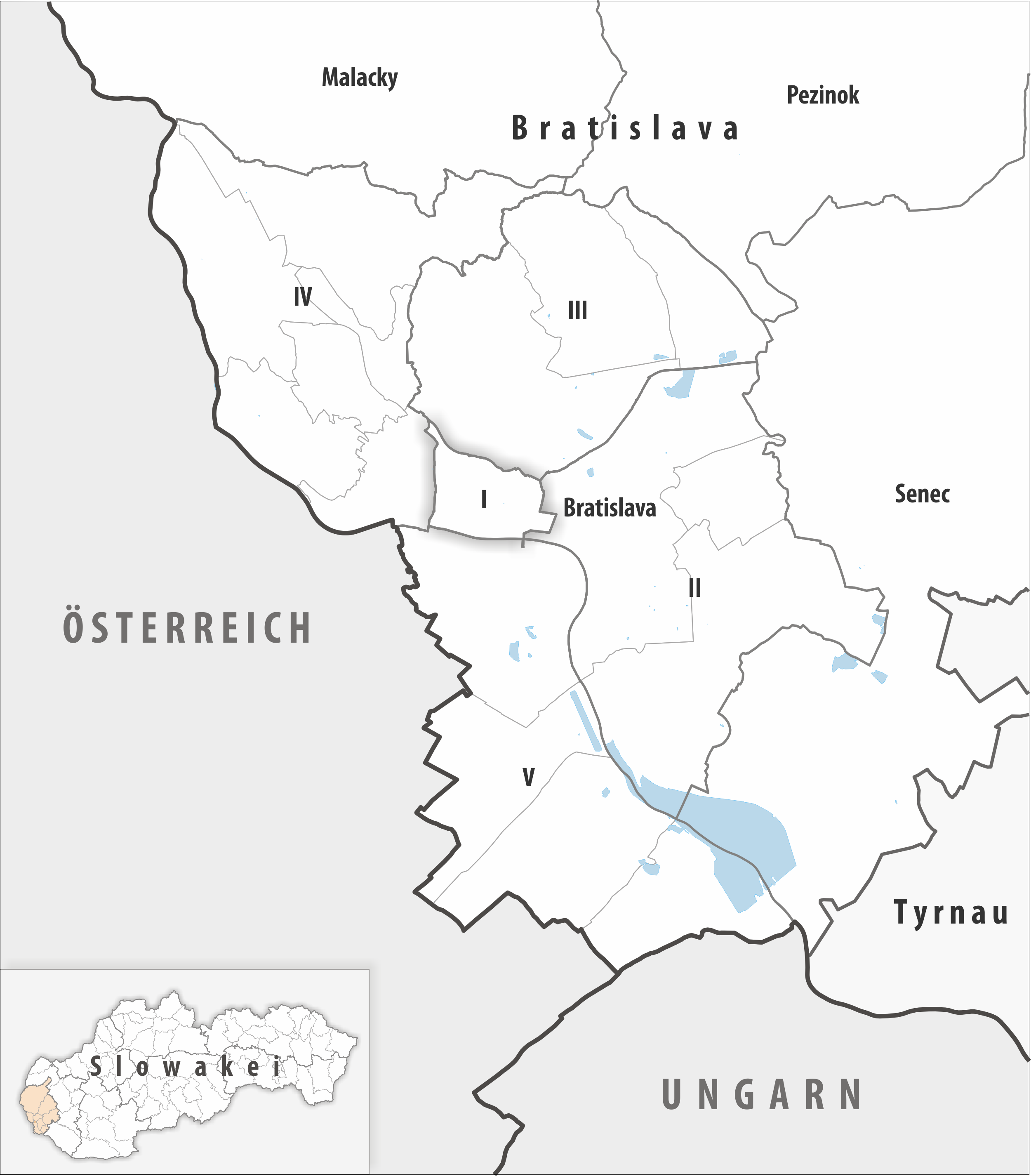
Zoom sur le centre de Bratislava.

À des fins administratives, selon le VZN n°6/2001, la Vieille ville (Bratislava) a une superficie totale de 959 ha et 124 m2. Elle est délimitée au Sud par le Danube.

## Religion
Dans le district de Bratislava I, les personnes sans croyance religieuse constituent le groupe le plus important : 19 948 des 46 080 habitants n'avaient aucune religion (soit 43,29 % de la population). En outre, 15 008 membres du catholicisme étaient enregistrés (soit 32,57 %, pourcentage le plus bas de la région de Bratislava), suivis par l'Église évangélique de la confession d'Augsbourg en Slovaquie (2 341 membres ; 5,08 %), l'Église grecque-catholique (458 membres ; 0,99 %) et les Églises orthodoxes orientales (319 membres, soit 0,69 %). De plus, le district comptait la proportion de Juifs religieux la plus élevée de Slovaquie : cette communauté comptait 245 membres, soit 0,53 % du district. Enfin, d'autres religions ont également été recensées, chacune représentant moins de 0,5% de la population,.